# Festival di Sanremo 2009
Il cinquantanovesimo Festival di Sanremo si è svolto al teatro Ariston di Sanremo dal 17 al 21 febbraio 2009 con la conduzione di Paolo Bonolis, già conduttore dell'edizione 2005, affiancato da Luca Laurenti e con la partecipazione di diversi co-conduttori nelle cinque serate: Paul Sculfor e Alessia Piovan per la prima serata, Nir Lavi e Eleonora Abbagnato per la seconda serata, Thyago Alves e Gabriella Pession per la terza serata, Ivan Olita per la quarta serata, David Gandy e Maria De Filippi per la finale.
I 26 cantanti partecipanti al Festival vennero divisi in due categorie: Artisti (composta da 16 cantanti noti) e Proposte (composta da 10 artisti emergenti): a trionfare nella sezione Artisti fu Marco Carta con La forza mia, mentre tra le Proposte vinse Arisa con Sincerità, brano che ebbe poi molto successo e divenne ben presto un tormentone.
La canzone Luca era gay di Povia, che parlava di un omosessuale che sarebbe successivamente divenuto eterosessuale, venne fortemente osteggiata delle comunità LGBT e da alcuni psicologi, mentre diverse associazioni e movimenti cattolici presero invece le difese del cantante.
La direzione artistica dell'evento venne curata da Gianmarco Mazzi affiancato nella direzione artistico-musicale. la regia da Stefano Vicario, la scenografia fu disegnata da Gaetano Castelli e l'orchestra venne diretta dal maestro Bruno Santori.

## Partecipanti

### Sezione Artisti
| Interprete                          | Ultime partecipazioni al Festival                                                                   |
| ----------------------------------- | --------------------------------------------------------------------------------------------------- |
| Afterhours                          | Esordienti                                                                                          |
| Al Bano                             | 2007                                                                                                |
| Alexia feat. Mario Lavezzi          | 2005 ed Esordiente                                                                                  |
| Dolcenera                           | 2006                                                                                                |
| Fausto Leali                        | 2003                                                                                                |
| Francesco Renga                     | 2005                                                                                                |
| Gemelli DiVersi                     | Esordienti                                                                                          |
| Iva Zanicchi                        | 2003                                                                                                |
| Marco Carta                         | Esordiente                                                                                          |
| Marco Masini                        | 2005                                                                                                |
| Nicky Nicolai e Stefano Di Battista | 2006 e 2005 (come membro degli Stefano Di Battista Jazz Quartet)                                    |
| Patty Pravo                         | 2002                                                                                                |
| Povia                               | 2006                                                                                                |
| Pupo, Paolo Belli e Youssou N'Dour  | 1992 (con il suo vero nome Enzo Ghinazzi), 1991 (come membro dei Ladri di Biciclette) ed Esordiente |
| Sal Da Vinci                        | Esordiente                                                                                          |
| Tricarico                           | 2008                                                                                                |

### Sezione Proposte 2009
| Interprete         | Ultime partecipazioni al Festival |
| ------------------ | --------------------------------- |
| Arisa              | Esordiente                        |
| Barbara Gilbo      | Esordiente                        |
| Chiara Canzian     | Esordiente                        |
| Filippo Perbellini | Esordiente                        |
| Irene Fornaciari   | Esordiente                        |
| Iskra              | Esordiente                        |
| Karima             | Esordiente                        |
| Malika Ayane       | Esordiente                        |
| Silvia Aprile      | Esordiente                        |
| Simona Molinari    | Esordiente                        |

## Classifica finale

### Sezione Artisti
| Posizione | Interprete                          | Canzone                       | Autori                                                           |
| --------- | ----------------------------------- | ----------------------------- | ---------------------------------------------------------------- |
| 1º        | Marco Carta                         | La forza mia                  | P. Carta                                                         |
| 2º        | Povia                               | Luca era gay                  | Povia                                                            |
| 3º        | Sal Da Vinci                        | Non riesco a farti innamorare | V. D'Agostino, L. D'Alessio e S. M. Sorrentino                   |
| F         | Francesco Renga                     | Uomo senza età                | F. Renga e M. Zappatini                                          |
| F         | Fausto Leali                        | Una piccola parte di te       | G. Fasano e F. Berlincioni                                       |
| F         | Marco Masini                        | L'Italia                      | M. Masini e B. Dati                                              |
| F         | Patty Pravo                         | E io verrò un giorno là       | A. Cutri                                                         |
| F         | Alexia feat. Mario Lavezzi          | Biancaneve                    | Mogol e M. Lavezzi                                               |
| F         | Al Bano                             | L'amore è sempre amore        | G. Morra e M. Fabrizio                                           |
| F         | Pupo, Paolo Belli e Youssou N'Dour  | L'opportunità                 | Mogol e E. Ghinazzi                                              |
| NF        | Dolcenera                           | Il mio amore unico            | Dolcenera, S. Lanza, G. P. Ameli e O. Avogadro                   |
| NF        | Gemelli DiVersi                     | Vivi per un miracolo          | L. Aleotti, A. Merli, E. Busnaghi e F. Stranges                  |
| NF        | Nicky Nicolai e Stefano Di Battista | Più sole                      | L. Cherubini e S. Di Battista                                    |
| NF        | Afterhours                          | Il paese è reale              | M. Agnelli, G. Ciccarelli, R. D'Erasmo, E. Gabrielli e G. Prette |
| NF        | Tricarico                           | Il bosco delle fragole        | F. Tricarico                                                     |
| NF        | Iva Zanicchi                        | Ti voglio senza amore         | F. Berlincioni e G. Fasano                                       |

### Sezione Proposte 2009
| Posizione | Interprete         | Canzone                  | Autori                                             |
| --------- | ------------------ | ------------------------ | -------------------------------------------------- |
| 1º        | Arisa              | Sincerità                | G. Anastasi, G. Mangiaracina e M. Filardo          |
| F.        | Malika Ayane       | Come foglie              | G. Sangiorgi                                       |
| F.        | Karima             | Come in ogni ora         | K. Ammar e P. Frassi                               |
| F.        | Chiara Canzian     | Prova a dire il mio nome | C. Canzian e Pellecalamaio                         |
| F.        | Simona Molinari    | Egocentrica              | S. Molinari                                        |
| F.        | Iskra              | Quasi amore              | L. Dalla, M. Alemanno e R. Costa                   |
| F.        | Filippo Perbellini | Cuore senza cuore        | Cheope e R. Cocciante                              |
| F.        | Barbara Gilbo      | Che ne sai di me         | G. Bigazzi, B. Gilbo e S. Martelli                 |
| F.        | Irene              | Spiove il sole           | I. Fornaciari, C. Ori, E. Pietrelli e M. Marcolini |
| F.        | Silvia Aprile      | Un desiderio arriverà    | P. Daniele                                         |

## Serate

### Prima serata
Nella prima serata si esibirono i sedici Artisti: i tredici più votati dalla giuria demoscopica di 300 persone presente in sala ebbero accesso alla seconda serata; si esibirono inoltre quattro delle Proposte. In questa serata Paolo Bonolis e Luca Laurenti furono affiancati, nella conduzione della manifestazione, dall'attrice Alessia Piovan e dal fotomodello Paul Sculfor.

#### Artisti
- Eliminati

| Ordine di uscita | Artista                             | Brano                         |
| ---------------- | ----------------------------------- | ----------------------------- |
| 1                | Dolcenera                           | Il mio amore unico            |
| 2                | Fausto Leali                        | Una piccola parte di te       |
| 3                | Tricarico                           | Il bosco delle fragole        |
| 4                | Marco Carta                         | La forza mia                  |
| 5                | Patty Pravo                         | E io verrò un giorno là       |
| 6                | Marco Masini                        | L'Italia                      |
| 7                | Francesco Renga                     | Uomo senza età                |
| 8                | Pupo, Paolo Belli e Youssou N'Dour  | L'opportunità                 |
| 9                | Gemelli DiVersi                     | Vivi per un miracolo          |
| 10               | Al Bano                             | L'amore è sempre amore        |
| 11               | Afterhours                          | Il paese è reale              |
| 12               | Iva Zanicchi                        | Ti voglio senza amore         |
| 13               | Nicky Nicolai e Stefano Di Battista | Più sole                      |
| 14               | Povia                               | Luca era gay                  |
| 15               | Sal Da Vinci                        | Non riesco a farti innamorare |
| 16               | Alexia feat. Mario Lavezzi          | Biancaneve                    |

#### Proposte
| Ordine di uscita | Artista            | Brano             |
| ---------------- | ------------------ | ----------------- |
| 1                | Malika Ayane       | Come foglie       |
| 2                | Irene              | Spiove il sole    |
| 3                | Simona Molinari    | Egocentrica       |
| 4                | Filippo Perbellini | Cuore senza cuore |

Ospiti
- Mina - Nessun dorma (solo audio, accompagnata in studio dalla pianista di sette anni Beatrice Bonetti)
- Roberto Benigni
- Miguel d'Escoto Brockmann (in collegamento da Managua)
- Katy Perry - Hot n Cold e Don't Stop Me Now
- Antonella Clerici e Federica Felini
- Cristina Chiabotto
- Franco Grillini

### Seconda serata
Nella seconda serata si esibirono i tredici artisti rimasti in gara: i dieci più votati dalla giuria demoscopica di 300 persone presente in sala ebbero accesso alla quarta serata; si esibirono inoltre le altre sei Proposte. In questa serata Paolo Bonolis e Luca Laurenti furono affiancati, nella conduzione della manifestazione, dalla ballerina classica Eleonora Abbagnato e dal fotomodello Nir Lavi.

#### Artisti
- Eliminati

| Ordine di uscita | Artista                             | Brano                         |
| ---------------- | ----------------------------------- | ----------------------------- |
| 1                | Alexia feat. Mario Lavezzi          | Biancaneve                    |
| 2                | Povia                               | Luca era gay                  |
| 3                | Al Bano                             | L'amore è sempre amore        |
| 4                | Nicky Nicolai e Stefano Di Battista | Più sole                      |
| 5                | Sal Da Vinci                        | Non riesco a farti innamorare |
| 6                | Gemelli DiVersi                     | Vivi per un miracolo          |
| 7                | Pupo, Paolo Belli e Youssou N'Dour  | L'opportunità                 |
| 8                | Francesco Renga                     | Uomo senza età                |
| 9                | Marco Masini                        | L'Italia                      |
| 10               | Patty Pravo                         | E io verrò un giorno là       |
| 11               | Marco Carta                         | La forza mia                  |
| 12               | Fausto Leali                        | Una piccola parte di te       |
| 13               | Dolcenera                           | Il mio amore unico            |

#### Proposte
| Ordine di uscita | Artista        | Brano                    |
| ---------------- | -------------- | ------------------------ |
| 1                | Silvia Aprile  | Un desiderio arriverà    |
| 2                | Chiara Canzian | Prova a dire il mio nome |
| 3                | Karima         | Come in ogni ora         |
| 4                | Arisa          | Sincerità                |
| 5                | Barbara Gilbo  | Che ne sai di me         |
| 6                | Iskra          | Quasi amore              |

Ospiti
- Antonella Clerici e Federica Felini
- Cristina Chiabotto (in collegamento)
- Il coro Jubilate di Legnano - Requiem e Another Brick in the Wall
- PFM con Stefano Accorsi e Claudio Santamaria - Bocca di Rosa e Il pescatore
- Alessandro Haber - lesse una lettera di Paolo Giordano
- L'associazione no-profit One chiese al Festival di trasmettere un filmato con un appello contro la povertà nel mondo con partecipanti alcuni artisti come Bono, Jovanotti, Andrea Bocelli, Laura Pausini, Matt Damon, Bob Geldof, Penélope Cruz, Antonio Banderas, Claudia Schiffer, Ben Affleck e Thierry Henry

### Terza serata
Nella terza serata si esibirono le dieci Proposte con una versione rivisitata del loro brano, accompagnate ciascuna da un ospite d'eccezione; successivamente si esibirono i sei Artisti eliminati nelle prime due sere e i due più votati dal televoto ritornarono in gara. In questa serata Paolo Bonolis e Luca Laurenti furono affiancati, nella conduzione della manifestazione, dall'attrice Gabriella Pession e dall'attore e fotomodello Thyago Alves.

#### Proposte
| Ordine di uscita | Artista - Ospite                        | Brano                    |
| ---------------- | --------------------------------------- | ------------------------ |
| 1                | Silvia Aprile - Pino Daniele            | Un desiderio arriverà    |
| 2                | Arisa - Lelio Luttazzi                  | Sincerità                |
| 3                | Malika Ayane - Gino Paoli               | Come foglie              |
| 4                | Chiara Canzian - Roberto Vecchioni      | Prova a dire il mio nome |
| 5                | Barbara Gilbo - Massimo Ranieri         | Che ne sai di me         |
| 6                | Irene - Adelmo e i suoi Sorapis         | Spiove il sole           |
| 7                | Iskra - Lucio Dalla                     | Quasi amore              |
| 8                | Karima - Burt Bacharach e Mario Biondi  | Come in ogni ora         |
| 9                | Simona Molinari - Ornella Vanoni        | Egocentrica              |
| 10               | Filippo Perbellini - Riccardo Cocciante | Cuore senza cuore        |

#### Artisti - Ripescaggio
- Rientrato in gara

| Ordine di uscita | Artista                             | Brano                         |
| ---------------- | ----------------------------------- | ----------------------------- |
| 1                | Nicky Nicolai e Stefano Di Battista | Più sole                      |
| 2                | Iva Zanicchi                        | Ti voglio senza amore         |
| 3                | Sal Da Vinci                        | Non riesco a farti innamorare |
| 4                | Al Bano                             | L'amore è sempre amore        |
| 5                | Afterhours                          | Il paese è reale              |
| 6                | Tricarico                           | Il bosco delle fragole        |

Ospiti
- Giovanni Allevi - La leggenda del pianista sull'oceano
- Riccardo Cocciante - Quando finisce un amore
- Pino Daniele - Quando e Napule è
- Burt Bacharach - Medley di sue colonne sonore
- Adelmo e i suoi Sorapis con Irene - Medley (Baila, Lady Marmalade, Io vagabondo (che non sono altro) e Chi fermerà la musica)
- Roberto Vecchioni - Sogna, ragazzo sogna
- Lucio Dalla - 4/3/1943 e Piazza Grande (nuova versione)
- Kevin Spacey - Imagine (con Paolo Bonolis)
- Ornella Vanoni - Vedrai, vedrai e Una ragione di più
- Lelio Luttazzi - Vecchia America
- Massimo Ranieri - Perdere l'amore
- Gino Paoli - La gatta, Una lunga storia d'amore, Il nome e Il cielo in una stanza (quest'ultima con Malika Ayane)
- Easy Star All-Stars - Rivisitazione reggae dei Pink Floyd
- Giorgio Pasotti - lesse una lettera di Niccolò Ammaniti
- Antonella Clerici e Federica Felini

### Quarta serata
Nella quarta serata si esibirono i dodici Artisti rimasti in gara, interpretando una versione rivisitata del brano accompagnati da ospiti: di questi ne vennero quindi eliminati due con votazione per il 50% del televoto e per il restante 50% da una giuria di qualità formata, per la prima volta nella storia della manifestazione, dai professori d'orchestra; si riesibirono inoltre le Proposte e ne venne proclamata la vincitrice (Arisa) con sistema di votazione misto: 25% i voti della giuria di giornalisti, 25% i voti dei rappresentanti delle radio e 50% i voti del televoto. In questa serata Paolo Bonolis e Luca Laurenti furono affiancati, nella conduzione della manifestazione, dal fotomodello Ivan Olita e dalle playmate italiane di Playboy (Sarah Nile, Micol Ronchi e Cristina De Pin). Nel corso della serata, durante l'intervista a Hugh Hefner, la pornodiva Laura Perego irruppe sul palco, completamente nuda (coperta solo con un perizoma) e con il corpo dipinto, per protestare contro l'uccisione di animali per farne pellicce (la Perego fu poi subito accompagnata fuori dal Teatro Ariston da due addetti della sicurezza).

#### Artisti
- Eliminato definitivamente

| Ordine di uscita | Artista                            | Ospite/i                                                  | Brano                         |
| ---------------- | ---------------------------------- | --------------------------------------------------------- | ----------------------------- |
| 1                | Pupo, Paolo Belli e Youssou N'Dour | Gianni Morandi                                            | L'opportunità                 |
| 2                | Patty Pravo                        | Todd Rundgren, Dave Weckl e Nathan East                   | E io verrò un giorno là       |
| 3                | Fausto Leali                       | Fabrizio Moro                                             | Una piccola parte di te       |
| 4                | Sal Da Vinci                       | Gigi D'Alessio                                            | Non riesco a farti innamorare |
| 5                | Dolcenera                          | Syria                                                     | Il mio amore unico            |
| 6                | Francesco Renga                    | Daniela Dessì                                             | Uomo senza età                |
| 7                | Alexia feat. Mario Lavezzi         | Teo Teocoli e le Ophir                                    | Biancaneve                    |
| 8                | Marco Masini                       | Francesco Benigno                                         | L'Italia                      |
| 9                | Al Bano                            | Michele Placido                                           | L'amore è sempre amore        |
| 10               | Povia                              | Massimiliano Varrese, Rossella Infante e Alessandro Matta | Luca era gay                  |
| 11               | Marco Carta                        | Tazenda                                                   | La forza mia                  |
| 12               | Gemelli DiVersi                    | Besana Marching Band                                      | Vivi per un miracolo          |

Duetti previsti ma non eseguiti causa eliminazione dalla gara
- Tricarico - Lory Del Santo
- Afterhours - Cristiano Godano e Antonio Rezza
- Nicky Nicolai e Stefano Di Battista - Mario Venuti e Jamie Cullum
- Iva Zanicchi - Gabriel Garko

#### Proposte - Finale
- Vincitore

| Classifica | Ordine di uscita | Artista            | Brano                    |
| ---------- | ---------------- | ------------------ | ------------------------ |
| 8          | 1                | Barbara Gilbo      | Che ne sai di me         |
| 2          | 2                | Malika Ayane       | Come foglie              |
| 4          | 3                | Chiara Canzian     | Prova a dire il mio nome |
| 5          | 4                | Simona Molinari    | Egocentrica              |
| 1          | 5                | Arisa              | Sincerità                |
| 3          | 6                | Karima             | Come in ogni ora         |
| 9          | 7                | Irene              | Spiove il sole           |
| 6          | 8                | Iskra              | Quasi amore              |
| 10         | 9                | Silvia Aprile      | Un desiderio arriverà    |
| 7          | 10               | Filippo Perbellini | Cuore senza cuore        |

Ospiti
- Antonella Clerici e Federica Felini
- Dīmītra Theodosiou e Gianluca Terranova - Medley composto da Sempre libera (da La traviata), E lucevan le stelle (dalla Tosca), Memory (da Cats), Torna a Surriento e We Are the Champions (con coreografia di Daniel Ezralow)
- Hugh Hefner con le sue tre fidanzate (Crystal Harris e le gemelle Kristina e Karissa Shannon) e la playmate ucraina Daša Astaf"jeva
- Stefania Rocca ed Emilio Solfrizzi
- Alain Clark e il padre Dan - Father and Friend
- Remo Girone - lesse una lettera di Michele Serra

### Quinta serata - Finale
Nella serata finale si esibirono i dieci Artisti rimasti in gara: i tre più votati, con votazione del solo televoto, ebbero accesso allo spareggio finale, nel quale questi tre riesibirono nuovamente: un'ulteriore votazione da parte del pubblico tramite il televoto decretò quindi il vincitore del Festival. In questa serata Paolo Bonolis e Luca Laurenti furono affiancati, nella conduzione della manifestazione, dalla conduttrice Maria De Filippi e dal fotomodello David Gandy.

#### Artisti
- Ammesso alla finale a tre

| Ordine di uscita | Artista                            | Brano                         |
| ---------------- | ---------------------------------- | ----------------------------- |
| 1                | Sal Da Vinci                       | Non riesco a farti innamorare |
| 2                | Pupo, Paolo Belli e Youssou N'Dour | L'opportunità                 |
| 3                | Povia                              | Luca era gay                  |
| 4                | Patty Pravo                        | E io verrò un giorno là       |
| 5                | Francesco Renga                    | Uomo senza età                |
| 6                | Marco Carta                        | La forza mia                  |
| 7                | Al Bano                            | L'amore è sempre amore        |
| 8                | Marco Masini                       | L'Italia                      |
| 9                | Fausto Leali                       | Una piccola parte di te       |
| 10               | Alexia feat. Mario Lavezzi         | Biancaneve                    |

Finale a tre
- Vincitore

| Posizione finale | Ordine di uscita | Artista      | Brano                         | Voti finale a tre |
| Posizione finale | Ordine di uscita | Artista      | Brano                         | Televoto          |
| ---------------- | ---------------- | ------------ | ----------------------------- | ----------------- |
| 1                | 1                | Marco Carta  | La forza mia                  | 57,62%            |
| 2                | 2                | Povia        | Luca era gay                  | 25,27%            |
| 3                | 3                | Sal Da Vinci | Non riesco a farti innamorare | 17,11%            |

Ospiti
- Giuseppe Picone e Caroline Rice con un corpo di ballo composto da bambini - coreografia che mischia la scena iniziale di Billy Elliot e il finale de Il lago dei cigni
- Vincent Cassel
- Franco Schipani (in collegamento telefonico)
- Ania - Buongiorno gente (vincitrice del contest Sanremofestival.59)
- Annie Lennox - Why
- Patrizia Reitano (moglie di Mino Reitano) - ritiro del Premio alla carriera "Città di Sanremo" assegnato al marito
- Piera Degli Esposti - lesse una lettera di Dacia Maraini
- Mina - Nessun dorma (solo audio)
- Antonella Clerici e Federica Felini

## Premi

### Sezione Artisti
- Vincitore 59º Festival di Sanremo sezione Artisti: Marco Carta con La forza mia
- Podio - secondo classificato 59º Festival di Sanremo sezione Artisti: Povia con Luca era gay
- Podio - terzo classificato 59º Festival di Sanremo sezione Artisti: Sal Da Vinci con Non riesco a farti innamorare
- Premio della Critica "Mia Martini" sezione Artisti: Afterhours con Il paese è reale
- Premio della Sala Stampa Lucio Dalla: Povia con Luca era gay

### Sezione Proposte
- Vincitore 59º Festival di Sanremo sezione Proposte: Arisa con Sincerità
- Podio - secondo classificato 59º Festival di Sanremo sezione Proposte: Malika Ayane con Come foglie
- Podio - terzo classificato 59º Festival di Sanremo sezione Proposte: Karima con Come in ogni ora
- Premio della Critica "Mia Martini" sezione Proposte: Arisa con Sincerità
- Premio della Sala Stampa Lucio Dalla: Arisa con Sincerità

### Altri premi
- Premio Emanuele Luzzati: Arisa
- Premio alla carriera "Città di Sanremo": Mino Reitano (postumo)

## Orchestra
La Sanremo Festival Orchestra fu diretta dal maestro Bruno Santori e durante le esibizioni dei cantanti dai maestri:
- Angelo Avarello per Simona Molinari
- Michael Baker per Karima
- Stefano Barzan per Patty Pravo
- Roberto Costa per Iskra
- Leonardo De Amicis per Filippo Perbellini
- Silvio Fantozzi per Barbara Gilbo
- Federica Fornabaio per Marco Carta e Arisa
- Enrico Gabrielli per gli Afterhours
- Umberto Iervolino per Francesco Renga, Alexia feat. Mario Lavezzi e Fausto Leali
- Filippo Martelli per Marco Masini
- Max Marcolini per Irene Fornaciari
- Danilo Minotti per Malika Ayane
- Massimo Morini per Povia
- Alterisio Paoletti per Al Bano
- Adriano Pennino per Sal Da Vinci, Tricarico, Dolcenera e Chiara Canzian
- Gianluca Podio per Silvia Aprile
- Roberto Rossi per i Gemelli DiVersi
- Marcello Sirignano per Nicky Nicolai e Stefano Di Battista
- Fio Zanotti per Pupo, Paolo Belli e Youssou'n Dour
- Mario Zannini Quirini per Iva Zanicchi
- Roberto Molinelli per Alexia feat. Mario Lavezzi (solo serata Duetti)

## Sigla
The Fifth Dimension - Let the sunshine in tratta dal musical Hair.

## Scenografia
La scenografia del Festival, disegnata da Gaetano Castelli, era caratterizzata da un effetto di "rotondità" dato da otto ledwall concavi alti sette metri che si muovevano attorno alla scalinata dominata da una grande ledwall; l'orchestra era posta nel golfo mistico, nel quale il palco si prolungava in una penisola circolare sulla quale si esibivano i cantanti, mentre sopra l'orchestra erano infine stati posti due grandi ledwall.

## Ascolti
Risultati di ascolto delle varie serate, secondo rilevazioni Auditel.
| Serate             | Messa in onda      | I parte            | I parte            | II parte           | II parte           | Media          | Media  |
| Serate             | Messa in onda      | Telespettatori     | Share              | Telespettatori     | Share              | Telespettatori | Share  |
| ------------------ | ------------------ | ------------------ | ------------------ | ------------------ | ------------------ | -------------- | ------ |
| I                  | 17 febbraio 2009   | 14173000           | 47,10%             | 6654000            | 49,51%             | 10114000       | 47,93% |
| II                 | 18 febbraio 2009   | 12399000           | 41,60%             | 7033000            | 44,78%             | 9856000        | 42,64% |
| III                | 19 febbraio 2009   | 12523000           | 43,89%             | 6312000            | 54,34%             | 9238000        | 47,16% |
| IV                 | 20 febbraio 2009   | 12502000           | 43,23%             | 8118000            | 55,13%             | 10219000       | 47,47% |
| Finale             | 21 febbraio 2009   | 13008000           | 49,75%             | 11269000           | 64,15%             | 12309000       | 54,25% |
| Media delle serate | Media delle serate | Media delle serate | Media delle serate | Media delle serate | Media delle serate | 10347000       | 47,89% |

## Piazzamenti in classifica

### Singoli
| Artista                             | Singolo                       | Italia (FIMI) (Massima posizione raggiunta) | Italia (Certificazioni vendite FIMI) | Vendite |
| ----------------------------------- | ----------------------------- | ------------------------------------------- | ------------------------------------ | ------- |
| Arisa                               | Sincerità                     | 1                                           | —                                    | —       |
| Malika Ayane                        | Come foglie                   | 2                                           | Platino                              | 30 000+ |
| Marco Carta                         | La forza mia                  | 2                                           | Platino (2)                          | 60 000+ |
| Povia                               | Luca era gay                  | 3                                           | —                                    | —       |
| Karima                              | Come in ogni ora              | 4                                           | Platino                              | 30 000+ |
| Dolcenera                           | Il mio amore unico            | 5                                           | Platino                              | 50 000+ |
| Alexia feat. Mario Lavezzi          | Biancaneve                    | 6                                           | —                                    | —       |
| Gemelli DiVersi                     | Vivi per un miracolo          | 7                                           | —                                    | —       |
| Francesco Renga                     | Uomo senza età                | 10                                          | —                                    | —       |
| Sal da Vinci                        | Non riesco a farti innamorare | 17                                          | —                                    | —       |
| Pupo, Paolo Belli e Youssou N'Dour  | L'opportunità                 | 18                                          | —                                    | —       |
| Marco Masini                        | L'Italia                      | 20                                          | —                                    | —       |
| Simona Molinari                     | Egocentrica                   | 21                                          | —                                    | —       |
| Nicky Nicolai e Stefano di Battista | Più sole                      | 33                                          | —                                    | —       |
| Tricarico                           | Il bosco delle fragole        | 38                                          | —                                    | —       |
| Chiara Canzian                      | Prova a dire il mio nome      | 47                                          | —                                    | —       |
| Irene Fornaciari                    | Spiove il sole                | 48                                          | —                                    | —       |

| Artista      | Singolo            | Posizione classifica annuale 2009 |
| ------------ | ------------------ | --------------------------------- |
| Arisa        | Sincerità          | 2                                 |
| Malika Ayane | Come foglie        | 10                                |
| Marco Carta  | La forza mia       | 11                                |
| Dolcenera    | Il mio amore unico | 40                                |
| Povia        | Luca era gay       | 42                                |

### Album
| Artista                             | Album                                | Classifica FIMI | Certificazione | Vendite |
| ----------------------------------- | ------------------------------------ | --------------- | -------------- | ------- |
| Dolcenera                           | Dolcenera nel Paese delle Meraviglie | 13              | Platino        | 80.000+ |
| Marco Carta                         | La forza mia                         | 2               | Platino        | 60.000+ |
| Malika Ayane                        | Malika Ayane                         | 9               | Platino        | 60.000+ |
| Arisa                               | Sincerità                            | 5               | Oro            | 30.000+ |
| Sal da Vinci                        | Non riesco a farti innamorare        | 19              | Oro            | 30.000+ |
| Marco Masini                        | L'Italia... e altre storie           | 6               | —              | —       |
| Pupo, Paolo Belli e Youssou N'Dour  | L'opportunità                        | 7               | —              | —       |
| Gemelli DiVersi                     | Senza fine 98-09 - The Greatest Hits | 8               | —              | —       |
| Karima                              | Amare le differenze                  | 9               | —              | —       |
| Povia                               | Centravanti di mestiere              | 16              | —              | —       |
| Patty Pravo                         | Live Arena di Verona - Sold Out      | 14              | —              | —       |
| Tricarico                           | Il bosco delle fragole               | 46              | —              | —       |
| Al Bano                             | L'amore è sempre amore               | 31              | —              | —       |
| Alexia                              | Ale & c.                             | 55              | —              | —       |
| Mario Lavezzi                       | A più voci                           | 68              | —              | —       |
| Simona Molinari                     | Egocentrica                          | 75              | —              | —       |
| Nicky Nicolai e Stefano Di Battista | Più sole                             | 82              | —              | —       |
| Chiara Canzian                      | Prova a dire il mio nome             | 85              | —              | —       |
| Irene Fornaciari                    | Vintage Baby                         | 86              | —              | —       |
| Iva Zanicchi                        | Colori d'amore                       | —               | Oro            | 30.000  |
| Fausto Leali                        | Una piccola parte di te              | —               | —              | —       |

### Compilation
- Sanremo 2009

## Iniziative collaterali
Durante il Festival vi fu una competizione online collaterale denominata Sanremofestival.59 a cui parteciparono 90 brani scelti tra i 470 inviati alla commissione artistica: la vincitrice Ania si esibì e venne premiata durante la serata finale del Festival.
Nel corso della kermesse venne proposta anche un'iniziativa di solidarietà denominata Adotta un angelo e legata ad una lotteria di beneficenza organizzata dal Festival di Sanremo e dall'associazione "Adotta un angelo", che si occupa di assistenza domiciliare ai bambini malati.

## Riconoscimenti
Il Festival di Sanremo 2009 al Premio Regia Televisiva venne premiato come miglior programma nella categoria "Top Ten" ed "Evento TV" del 2009.

## Curiosità
- Marco Carta è il primo artista vincitore del Festival di Sanremo proveniente da un talent show. Il cantante, infatti, aveva partecipato e vinto la settima edizione del talent show Amici di Maria De Filippi, nell'anno precedente.
- Anche per la cinquantanovesima edizione del Festival di Sanremo la Gialappa's Band è tornata ad imperversare al Festival. Durante la serata finale alcuni cantanti in gara si sono presentati sul palco con il triangolo rosa, simbolo della tolleranza sessuale, per contrapporsi alle polemiche causate dalla canzone di Povia. I cantanti che si sono presentati sul palco con il triangolo rosa sono stati Paolo Belli,  Arisa, lo stesso Povia e gli Afterhours.